# 李子誦
李子誦（1911年5月21日—2012年5月11日），罗马拼音，原名李頌，廣東順德人，中国政治人物，曾任五屆政協常務委員（包括首屆）及第七屆政協常委；1951年起於《文匯報》任職達38年，「六四事件」爆發前夕，北京爆發學生運動，1989年5月21日，中国政府在北京實施戒嚴，李子誦等人於《文匯報》開天窗刊出「痛心疾首！」作為社論，兩個月後遭中国政府秋後算賬，李子誦等人被解除職務。

## 生平
李子誦16歲時父親離世，沒有小學畢業的李加入廣州新聞界，並在圖書館自學；先後於《大公報》粵南版、韶關《建國日報》、香港《華僑日報》等新聞機構任職校對及編輯工作。
1949年9月，李子誦出席中國人民政治協商會議第一屆全體會議；他於兩年後出任香港《文匯報》總編輯，及至1978年出任社長一職。《文匯報》、《大公報》等三份報章於1951年轉載一篇《人民日報》評論，香港政府以「刊載煽動性文字」逮捕了李子誦、《大公報》社長費彝民等人，稱為「三一事件」。於1959年起出任第三、四、五、六、七屆全國政協委員；而在出任等七屆全國政協委員時更是政協常委。
六四事件前夕，李子誦與總編輯金堯如商討並得到新華社香港分社副社長張浚生同意下決定以開天窗「痛心疾首！」四個大字作為文匯報在5月21日的社論，以表達不滿中共當局宣布戒嚴；此外，李子誦以「有喜報喜，有憂報憂；有善必揚，有惡不隱」作為《文匯報》作為處理六四事件發生前後的新聞宗旨；由於文匯報是中國共產黨在香港的官方喉舌之一，社論發表後立即引起廣泛迴響外，也引領香港其他左派報章及中立報章譴責中共對學生運動的定性與戒嚴等處理手法；李更分別於6月4日及7月7日的記者會上痛哭地譴責中共鎮壓行為。新華社香港分社副社長張浚生於7月13日親自到文匯報社以「停止留用李子誦」來解除李子誦的社長職務 。副總編輯程翔、總編輯金堯如、記者劉銳紹亦先後被迫離開《文匯報》。
1991年，李子誦與程翔創辦《當代》時事周刊，惟於四年後因虧損而停辦。香港資深傳媒人員聯誼會於2010年3月17日成立，他成為榮譽會長。2011年被評選為2011感動香港26位年度感動香港人物之一。2012年5月11日早上在香港薄扶林大口環東華三院馮堯敬醫院以100歲高齡離世。
治喪委員會在2012年6月11日下午4時在北角香港殯儀館為李子誦設靈，翌日上午11時半舉行公祭及大殮，遺體其後往柴灣哥連臣角火葬場火化。

## 家庭
李子誦育有三子一女：長子李淮濟、次子李邕復（已婚，其太太為張榮華）、三女李寸金（已婚，其丈夫是趙如莊，並育有一子趙崇安）、四兒李松興（已婚，其太太是陳潔冰）。

## 資料來源
1. ↑  李邕復. . 文匯報. 2012-05-22  [2018-11-15]. （原始内容存档于2018-11-15） （中文（繁體））.
2. ↑  羅紹蘭訃聞. 工商日報. 1981-04-03. 第二頁.
3. ↑  劉銳紹. . 新報: AA04. 2007-04-25 （中文（繁體））.
4. 1 2  . 東方日報. 2012-05-13  [2018-11-15]. （原始内容存档于2018-11-15） （中文（繁體））.
5. ↑  . 經濟日報: C15. 2000-01-15 （中文（繁體））.
6. 1 2  . 文匯報: A19. 2010-06-01  [2018-11-15]. （原始内容存档于2012-05-16） （中文（繁體））.
7. 1 2 3 4  . 明報: A04. 2012-05-12 （中文（繁體））.
8. ↑  . 明報: A10. 2011-09-03 （中文（繁體））.
9. 1 2  . 蘋果日報: A22. 2009-05-20  [2018-11-15]. （原始内容存档于2018-11-15） （中文（繁體））.
10. ↑  . 信報: P10. 2007-06-27 （中文（繁體））.
11. ↑  . 文匯報: A12. 2010-03-18  [2018-11-15]. （原始内容存档于2018-11-15） （中文（繁體））.
12. ↑  . 明報: A19. 2011-09-12 （中文（繁體））.

## 外部連結
- 李子誦在六四當日接受亞洲電視訪問片段 （页面存档备份，存于）